# Icarus (tijdschrift)
Icarus is een internationaal, aan collegiale toetsing onderworpen wetenschappelijk tijdschrift op het gebied van de planetologie.
Het wordt uitgegeven door Elsevier namens de American Astronomical Society en verschijnt maandelijks.
Het eerste nummer verscheen in 1962.